# Buen Día (Costa Rica)
Buen Día es un programa matutino de Teletica. Su director es Randall Salazar. Es transmitido de Lunes a Viernes desde las 8:00am en Costa Rica y con cambios de horario en otros países, ya que es transmitido por la señal internacional de Teletica. El programa incluye recetas de cocina, modelaje de vestidos y otros artículos de temporada, entrevistas con expertos, entre otros temas.
La revista matutina ha sido producto de varios cambios a lo largo de los muchos años, por lo que han pasado presentadores como Edgar Silva, Adriana Durán, Rodrigo Villalobos, Walter Campos, Viviana Calderón, Pablo Rodríguez, Vanessa González, Randall Salazar y Omar Cascante, entre otros.

## Conductores
- Nancy Dobles
- Thais Alfaro
- Natalia Monge

- Datos: Q4985386